# Chris Jericho
Chris Jericho, właśc. Christopher Keith Irvine (ur. 9 listopada 1970 w Nowym Jorku) – kanadyjsko - amerykański wrestler, muzyk, pisarz i biznesmen, występuje w AEW. Występował również dla WWE, NJPW, Extreme Championship Wrestling (ECW), World Championship Wrestling (WCW) oraz wielu promocji w Kanadzie, Niemczech, Japonii oraz Meksyku.
Jericho zdobył 33 tytuły mistrzowskie spośród czterech największych amerykańskich federacji wrestlingu – WWE, WCW, ECW i AEW. Jest pierwszym Undisputed WWF Championem i jednocześnie ostatnim posiadaczem World Championship (znanego wcześniej jako WCW World Heavyweight Championship), gdzie zdobył oba tytuły tej samej nocy pokonując Stone Colda Steve’a Austina i The Rocka w 2001. Jest również dziewiątym Triple Crown Championem oraz czwartym Grand Slam Championem w historii WWE. W dodatku jest zdobywcą statuetek Slammy Awards w kategorii 2008 Superstar of the Year oraz 2009 Tag Team of the Year (w tag teamie z Big Showem). Został również pierwszym AEW World Championem w 2019.
Jericho jest sześciokrotnym światowym mistrzem. Zdobył WWF Championship raz, World Championship dwa razy oraz World Heavyweight Championship trzy razy. W historii zapisał się jako rekordowo dziewięciokrotny Intercontinental Champion, wygrywając w 2013 głosowanie fanów na najlepszego mistrza w historii. W 2017 dwukrotnie zdobył WWE United States Championship. Jericho występował w wielu walkach wieczoru gal pay-per-view, w tym jego występ jako Undisputed WWF Champion na WrestleManii X8 w 2002.
Poza wrestlingiem, w 1999 Jericho stał się głównym wokalistą zespołu muzycznego Fozzy. Ich debiutancki album (zatytułowany Fozzy) z 2000 i album Happenstance (2002) zawiera nowo-zinterpretowane hity; późniejsze albumy All That Remains (2005), Chasing the Grail (2010), Sin and Bones (2012) i Do You Wanna Start a War (2014) składają się z oryginalnej stworzonej przez nich muzyki. Jericho wziął udział w dwunastym sezonie amerykańskiego Dancing with the Stars. W 2010 był prowadzącym teleturnieju Downfall na kanale ABC, a także hostem 2013 Revolver Golden Gods Awards.

## Wczesne życie
Irvine urodził się w mieście Manhasset w stanie Nowy Jork. Jego ojciec Ted Irvine był hokeistą i grał dla drużyny New York Rangers. Kiedy jego ojciec przeszedł na sportową emeryturę, rodzina przeprowadziła się do Winnipeg. Zainteresował się wrestlingiem po przyjściu z rodziną na jedną z gal federacji American Wrestling Association w Winnipeg Arena. Zmotywował się do bycia w przyszłości wrestlerem po obejrzeniu kilku nagrań pojedynków Owena Harta, gdzie postanowił przyjść uczęszczać do szkółki Stampede Wrestling i uczyć się między innymi ruchów i ciosów z wysokości. Irvine uznaje Harta, Ricky’ego „The Dragon” Steamboata i Shawna Michaelsa jako inspiratorów do zostania wrestlerem.
Jego pierwszą rolą w wrestlingu była pomoc przy rozkładaniu ringu w nowo-otwartej promocji Keystone Wrestling Alliance, w której nauczył się wielu cennych wskazówek od niezależnych wrestlerów Catfisha Charliego i Cavemana Broda. Irvine uczęszczał do Red River Community College.

## Kariera profesjonalnego wrestlera

### Wczesna kariera (1990–1994)
W wieku 19 lat Jericho dołączył do Hart Brothers School of Wrestling, w którym pierwszego dnia poznał Lance’a Storma. Jego trenerami byli Ed Langley oraz lokalny wrestler z Calgary Brad Young. Dwa miesiące później był gotowy do swych pierwszych występów w federacjach niezależnych. Jego debiutancka walka odbyła się 2 października 1990, gdzie pod pseudonimem ringowym „Cowboy” Chris Jericho zremisował w pojedynku ze Stormem. Duo później pracowało jako tag team pod nazwą „Sudden Impact”. Geneza nazwiska „Jericho” pochodzi od albumu Walls of Jericho zespołu Helloween. Jericho i Storm pracowali dla Tony’ego Condello podczas touru w północnej części stanu Manitoba wraz z Adamem Copelandem (Edgem), Jasonem Reso (Christianem) i Terrym Gerinem (Rhino). Para walczyła w Calgary's Canadian NAtional Wrestling Alliance (CNWA) i Canadian Rocky Mountain Wrestling (CRMW). W 1991 Jericho i Storm zaczęli podróżować po Japonii i występować dla Frontier Martial-Arts Wrestling, gdzie zaprzyjaźnili się z Rickym Fujim, którego trenował legendarny Stu Hart.
Zimą 1992 Jericho przeniósł się do Meksyku i występował pod pseudonimem Leon D’Oro („Golden Lion”) oraz później jako Corazón de León („Lion Heart”), gdzie wystąpił w wielu mniejszych promocjach oraz w najważniejszej w tym kraju – Consejo Mundial de Lucha Libre (CMLL). W CMLL Jericho pokonywał takich wrestlerów jak Silver King, Negro Casas i Último Dragón, a także na 11 miesięcy stał się posiadaczem NWA Middleweight Championship. Po opuszczeniu Meksyku Jericho zawalczył w Niemczech przez sześć tygodni, w tym wziął udział w turnieju prowadzonym przez Rene Lasartessego. W 1994 Jericho zreaktywował drużynę ze Stormem (tym razem znani jako „The Thrillseekers”) i występowali w Smoky Mountain Wrestling (SMW) rywalizując z takimi tag teamami jak Well Dunn, The Rock ’n’ Roll Express i The Heavenly Bodies.

### Wrestling and Romance/Wrestle Association R (1994–1996)
Pod koniec 1994 Jericho zaczął regularnie występować w Japonii dla promocji Wrestling and Romance (znane później jako Wrestle Association „R”) (WAR) pod pseudonimem The Lion Heart. W listopadzie 1994 stracił NWA Middleweight Championship na rzecz Último Dragóna.
W marcu 1995 Jericho przegrał z Gedo w finale turnieju o nowo-wprowadzone WAR International Junior Heavyweight Championship. W następnym spotkaniu z Gedo pokonał go o tytuł mistrzowski, lecz w lipcu stracił ów tytuł na rzecz Último Dragóna. W grudniu 1995 Jericho wziął udział w drugim turnieju Super J-Cup przegrywając z Wild Pegasusem w drugiej rundzie.
W 1996 Jericho dołączył do heelowej stajni Fuyuki-Gun („Fuyuki Army”), w skład której należeli Hiromichi Fuyuki, Gedo i Jado, adaptując pseudonim ringowy Lion Do. Ugrupowanie określano „drużyną bez szacunku” ze względu na zuchwałe maniery członków. W lutym 1996 Jericho i Gedo wygrali turniej o stworzone International Junior Heavyweight Tag Team Championship pokonując Lance’a Storma i Yujiego Yasuraokę w finale; tytuły stracili na ich rzecz miesiąc później. Jericho po raz ostatni pojawił się w federacji w połowie roku, występując łącznie w 24 tournee dla promocji.

### Extreme Championship Wrestling (1995–1996)
W 1995 dzięki rekomendacji ze strony Benoit, Dave’a Meltzera i Perry’ego Saturna, oraz po tym jak Mick Foley zainteresował się pojedynkami Jericho, wrestler zaczął występować w federacji Extreme Championship Wrestling (ECW). Udało mu się zdobyć ECW World Television Championship od Pitbulla #2 w czerwcu 1996. Jericho walczył z takimi gwiazdami jak Taz, Sabu, Rob Van Dam, Foley (jako Cactus Jack), Shane Douglas czy też 2 Cold Scorpio. W międzyczasie wrestlerem zainteresowało się World Championship Wrestling (WCW) i po zaoferowaniu przez nich kontraktu przeniósł się do owej federacji.

### World Championship Wrestling

#### Cruiserweight Champion (1996–1998)
26 sierpnia 1996 Jericho po raz pierwszy pojawił się w WCW podczas tygodniówki Monday Nitro w walce przeciwko Alexowi Wrightowi. 15 września odbył się jego debiut na gali pay-per-view Fall Brawl, gdzie przegrał z Chrisem Benoit. W styczniu 1997 Jericho zadebiutował w New Japan Pro-Wrestling (NJPW), które wymieniało się zawodnikami z WCW; pracował tam jako Super Liger, zamaskowany nemezys Jushina Ligera Thundera. Według Jericho, jego pierwsza walka z Kojim Kanemoto na gali Wrestling World 1997 była odebrana bardzo kiepsko, więc porzucono ów charakter. Jericho zepsuł wiele akcji w walce i tłumaczył się trudnościami w widoczności w masce. Przez następnych sześć miesięcy Jericho walczył w New Japan już bez maski, po czym powrócił do WCW. 28 czerwca 1997 Jericho pokonał Syxxa zdobywając WCW Cruiserweight Championship pierwszy raz w karierze. Utrata tytułu nastąpiła miesiąc później na rzecz Alexa Wrighta, lecz 16 sierpnia Jericho odzyskał pas.
Jericho rozpoczął przemianę charakteru w heela po tym jak po raz trzeci zdobył owo mistrzostwo pokonując Reya Misterio Jr.-a na gali Souled Out. Po walce Jericho zaatakował kolano rywala skrzynką narzędziową. Wedle scenariusza, Mysterio potrzebował sześć miesięcy przerwy na wyleczenie kontuzji. Tuż po tym wydarzeniu Jericho prowadził rywalizację z Juventud Guerrerą, w której Guerrera bez przerwy żądał walki o Cruiserweight Championship, lecz za każdym razem Jericho odmawiał. Ostatecznie doprowadziło to do Title vs. Mask matchu na gali SuperBrawl VIII. Guerrera przegrał walkę i musiał pozbyć się swej maski. Od tego momentu Jericho zaczął przynosić ze sobą do ringu zdobycze pokonanych przeciwników, takie jak maska Guerrery, hawajska sukienka Prince’a Iaukea'y oraz opaska Disco Inferno.

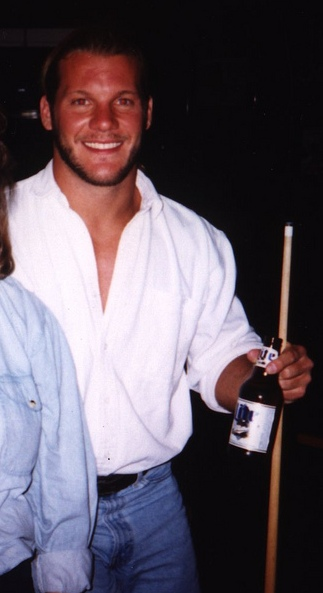
Jericho po nagraniach tygodniówek Nitro w 1998.

Jericho zaczął długą rywalizację z Deanem Malenko, w której bez przerwy powtarzał, że jest lepszym wrestlerem od rywala, jednakże odmawiał podjęcia pojedynku z nim. Ze względu na biegłości w technicznym wrestlingu, Malenko był znany jako „The Man of 1,000 Holds” (pol. mężczyzna znający 1000 ruchów), więc Jericho przyjął przydomek „The Man of 1,004 Holds”. Jericho wyjawił w swojej autobiografii, że w dzieciństwie widział wywiad w jednej z federacji, w której pewien wrestler był wpierw znany jako „The Man of 1,000 Holds”, zaś później jako „The Man of 1,002 Holds”, więc zapożyczył pomysł i doliczył sobie dwa ruchy. 30 marca 1998 na odcinku tygodniówki Nitro, tuż po pokonaniu Marty’ego Jannetty’ego, Jericho wyciągnął długą listę 1004 ruchów które zna i wyrecytował je publice. Większość z chwytów była fikcyjna, a reszta była odmianą ruchu armbar pod inną nazwą.
12 marca 1998 na odcinku tygodniówki Thunder, Malenko pokonał wrestlera w masce Guerrery, którym miał być Jericho. Po walce okazało się, że był nim Lenny Lane, którego Jericho przekupił do występu w walce za niego. Rozpoczęło to kolejną minirywalizację pomiędzy Lanem i Jericho, gdy ten nie chciał zapłacić Lane’owi za występ. Na gali Uncensored Jericho wreszcie zawalczył z Malenko i go pokonał, po czym rywal wziął przerwę od występów w ringu. Po ich walce Jericho zaczął wchodzić do ringu z portretem Malenko i obrażać go przed widownią. Przed galą Slamboree, J.J. Dillon (nazywany przez Jericho jako „Jo Jo”) wyznaczył Cruiserweight Battle Royal, gdzie zwycięzca od razu po walce miał dostać szansę na pojedynek z Jericho o Cruiserweight Championship. Podczas trwania gali, pojedynek wygrał Ciclope po tym jak przedostatni zawodnik Juventud Guerrera uściskał jego dłoń i sam się wyeliminował z pojedynku. Przebranym Ciclopem okazał się powracający Malenko. Po otrzymaniu jednej z najgłośniejszych reakcji w historii WCW, Malenko pokonał Jericho zdobywając mistrzostwo. Jericho stwierdził, że jest ofiarą konspiracji, przy czym obwinił za to zaplecze WCW, Dillona, Teda Turnera, a nawet Billa Clintona. Ostatecznie, Malenko został zmuszony zwakować tytuł mistrzowski. Jericho pokonał Malenko na gali The Great American Bash o zwakowany tytuł po tym, jak Malenko został zdyskwalifikowany ze względu na atak stalowym krzesełkiem w Jericho. Później tej samej nocy, Malenko (według scenariusza) został zawieszony przez federację.
Na gali Bash at the Beach, Rey Mysterio Jr. (który powrócił po kontuzji kolana) pokonał Jericho w No Disqualification matchu o mistrzostwo po tym jak wciąż zawieszony Malenko zainterweniował w pojedynku. Jericho odzyskał tytuł (bez zaliczania panowania Mysterio) następnej nocy na odcinku Nitro podczas wręczenia pasa mistrzowskiego dla Mysterio; Dillon został zmuszony oddać tytuł Jericho. Ostatecznie Jericho stracił Cruiserweight Championship na gali Road Wild na rzecz Guerrery, gdzie Malenko był sędzią specjalnym pojedynku.

#### World Television Champion (1998–1999)
10 sierpnia Jericho pokonał Steviego Raya i zdobył World Television Championship, gdzie Stevie Ray zastępował właściwego mistrza, Bookera T. Niedługo potem Jericho zaczął wyśmiewać World Heavyweight Championa Goldberga, chcąc rozpocząć z nim rywalizację jako mistrz z mistrzem, lecz nigdy z nim nie zawalczył. Jericho wymienia Erica Bischoffa, Goldberga i Hulka Hogana jako osoby, które zabookowały Jericho do przegranej z Goldbergiem w squashu na gali pay-per-view; Jericho uważał, że walka odznaczy się wielkim marketingowym sukcesem, a ta decyzja była główną do opuszczenia federacji w przyszłym roku.
30 listopada Jericho stracił Television Championship na rzecz Konnana. Na początku 1999 Jericho zaczął rywalizować z Perrym Saturnem. Podczas ich feudu, pojedynki Jericho i Saturna miały różne dziwne stypulacje, w tym „przegrany musi nosić sukienkę”. Na gali SuperBrawl IX Jericho pokonał Saturna w tym pojedynku, przez co Saturn musiał nosić sukienkę. W następnym miesiącu na gali Uncensored Saturn pokonał Jaricho w Dog Collar matchu. Ostatni pojedynek Jericho w WCW odbył się 21 lipca na gali house show, gdzie on i Eddie Guerrero przegrali w tag team matchu z Billym Kidmanem i Reyem Misterio Jr.

### World Wrestling Federation/Entertainment

#### Intercontinental Champion (1999–2000)

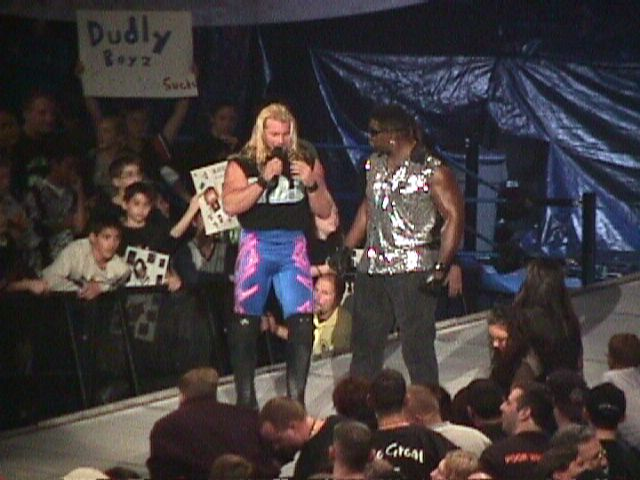
Jericho na tygodniówce SmackDown! z jego ochroniarzem Mr. Hughesem.

Po opuszczeniu WCW Jericho wystąpił w kilku tourach po Japonii, po czym 30 czerwca podpisał kontrakt z World Wrestling Federation (WWF).
Tygodnie przed debiutem federacja emitowała krótkie filmiki z zegarem „odliczającego do nowego milenium” w programach WWF. W filmie DVD Break Down the Walls Jericho twierdzi, że do pomysłu zainspirował go zwykły zegar w urzędzie pocztowym, a Vince McMahon zgodził się na wprowadzenie jego idei do WWF. Zegar wybił 9 sierpnia 1999 na odcinku tygodniówki Raw is War mającego miejsce w Chicago w stanie Illinois, gdzie The Rock wygłaszał promo w ringu o Big Showie. Jericho wszedł na arenę i ogłosił, że „Raw jest Jericho” (ang. „Raw is Jericho”), a także chce „uratować World Wrestling Federation” odnosząc się do widowni jako „Y2J” (Year 2000 Jericho, nawiązanie do problemu roku 2000). 26 sierpnia Jericho zadebiutował w ringu podczas pierwszego odcinka tygodniówki SmackDown!, przegrywając pojedynek z Road Doggiem przez dyskwalifikację; Jericho wykonał powerbomb na Road Doggu przez stół.
Pierwszą dłuższą rywalizację prowadził z Chyną o Intercontinental Championship. Po przegranej z Chyną na gali Survivor Series Jericho zdobył ów tytuł po raz pierwszy w swojej karierze na przyszłomiesięcznej gali Armageddon. Ich feud doprowadził do kontrowersyjnej decyzji podczas rewanżu o tytuł, gdzie dwoje sędziów zadeklarowało Chynę i Jericho jako zwycięzców pojedynku. W rezultacie, duo stało się współ-posiadaczami tytułu, lecz na gali Royal Rumble Jericho pokonał Chynę i Hardcore'a Holly’ego stając się niekwestionowanym mistrzem.

#### Rywalizacja i współpraca z Chrisem Benoit (2000–2001)
Jericho stracił tytuł na rzecz European Championa Kurta Angle’a na gali No Way Out. 2 kwietnia na WrestleManii 2000 Jericho, Chris Benoit i Angle wzięli udział w triple threat matchu o oba tytuły Angle’a, gdzie w pojedynku liczyły się dwa przypięcia: pierwsze o Intercontinental, drugie o European Championship. Jericho zdobył European Championship, przypinając Benoit, zaś Benoit zdobył Intercontinental Championship przypinając Jericho. Była to pierwsza z sześciu walk pay-per-view w przeciągu dwunastu miesięcy pomiędzy Jericho i Benoit. Oryginalnie Jericho miał wystąpić w walce wieczoru WrestleManii, lecz Mick Foley poprosił bookerów o przypisanie jego w walce; przed galą Jericho był umieszczony na plakacie promującym walkę. Jericho stracił tytuł noc po WrestleManii na tygodniówce Raw is War na rzecz Eddiego Guerrero po tym, jak Chyna przeszła heelturn i przeszła na stronę Guerrero. 17 kwietnia na odcinku Raw is War Jericho zawalczył z Triple H o WWF Championship, a walkę sędziował Earl Hebner. Gdy Jericho przypinał Triple H, sędzia wykonał szybkie wyliczenie do trzech powodując zwycięstwo i zdobycie głównego tytułu federacji przez Jericho. Tej samej nocy, Hebner został zmuszony do cofnięcia decyzji i oddania tytułu Triple H, a panowanie nie jest oficjalnie uznawane przez WWE. 4 maja na odcinku SmackDown! Jericho pokonał Benoit, stając się Intercontinental Championem po raz trzeci, lecz stracił tytuł na rzecz byłego mistrza sześć dni później na gali Raw is War. W międzyczasie, rywalizacja Triple H z Jericho rozkwitała, co doprowadziło do ich walki w stypulacji Last Man Standing matchu na gali Fully Loaded. Jericho przegrał walkę ze względu na ciągłe interwencje ze strony żony Triple H, Stephanie McMahon.
Na gali Royal Rumble w 2001 Jericho pokonał Benoit w ladder matchu zdobywając Intercontinental Championship czwarty raz w karierze. Dwa miesiące później na WrestleManii X-Seven sukcesywnie obronił mistrzostwo w walce z Williamem Regalem, lecz cztery dni później na SmackDown! stracił je w pojedynku z Triple H.
Na gali Judgment Day Jericho i Benoit wygrali Tag Team Turmoil match i zyskali szansę na walkę o WWF Tag Team Championship następnej nocy na tygodniówce Raw is War. Benoit i Jericho pokonali Stone Colda Steve’a Austina i Triple H’a o tytuły, gdzie Triple H w rzeczywistości zerwał mięsień czworogłowy uda i wymagana była ośmiomiesięczna przerwa od występów w ringu. Drużyna obroniła tytuły w pierwszym Fatal Four-Way Tables, Ladders, and Chairs matchu, podczas którego Benoit odniósł kontuzję mającą przyczynić się do rocznej przerwy, wykonując diving headbutt przez stół. Benoit i Jericho stracili tytuły miesiąc później na rzecz The Dudley Boyz. Tego samego miesiąca na gali King of the Ring, Benoit i Jericho byli rywalami Austina o WWF Championship w triple threat matchu, gdzie mistrz wyszedł zwycięsko po interwencji Bookera T; po walce, Benoit został zmuszony opuścić ring na ponad rok.

#### Undisputed WWF Champion (2001–2002)
W kolejnych miesiącach Jericho stał się jedną z najważniejszych osób w storyline związanym z The Invasion, w którym członkowie zamkniętych federacji WCW i ECW połączyli siły i walczyli z wrestlerami z WWF. Jericho trzymał się drużyny WWF pomimo wcześniejszych występów w karierze w WCW i ECW.
Pomimo tego Jericho powoli przemieniał swój charakter w heela ukazując zazdrość wobec współtowarzysza The Rocka. Duo zawalczyło ze sobą w walce na gali No Mercy o WCW Championship. Jericho wygrał pojedynek i swój pierwszy światowy tytuł po wykonaniu swojego nowego finishera, Breakdown (rodzaj facebustera). Następnej nocy na tygodniówce Raw, dwójka połączyła siły i zdobyła WWF Tag Team Championships od Dudley Boyz, lecz osiem dni później stracili je na rzecz Testa i Bookera T i kontynuowali rywalizację. 5 listopada na Raw, The Rock pokonał Jericho i odzyskał WCW Championship. Po walce Jericho zaatakował The Rocka stalowym krzesełkiem. Na gali Survivor Series Jericho oficjalnie stał się antagonistą przez zaryzykowanie przegranej drużyny WWF w walce wieczoru. Po eliminacji z 5-on-5 Survivor Series Tag Team matchu Jericho postanowił ponownie zaatakować The Rocka. 9 grudnia na gali Vengeance Jericho pokonał The Rocka o WCW Championship (znane już po Survivor Series jako „World Championship”) i Stone Colda Steve’a Austina o WWF Championship, stając się pierwszą i ostatnią osobą w historii posiadającą obydwa mistrzostwa, a także pierwszą znaną jako Undisputed WWF Champion tuż po unifikacji obu tytułów. Na dwóch kolejnych galach pay-per-view Jericho obronił tytuł w walce z The Rockiem (Royal Rumble) i ze Steve’em Austinem (No Way Out). Jericho stracił tytuł na rzecz Triple H’a w walce wieczoru WrestleManii X8. Po utracie tytułu Jericho stał się członkiem rosteru SmackDown! i kontynuował rywalizację z Triple H. Kulminacją tego feudu było pokonanie Jericho przez Triple H w Hell in a Cell matchu na gali Judgment Day.

#### Tag team i rywalizacja z Christianem (2002–2004)

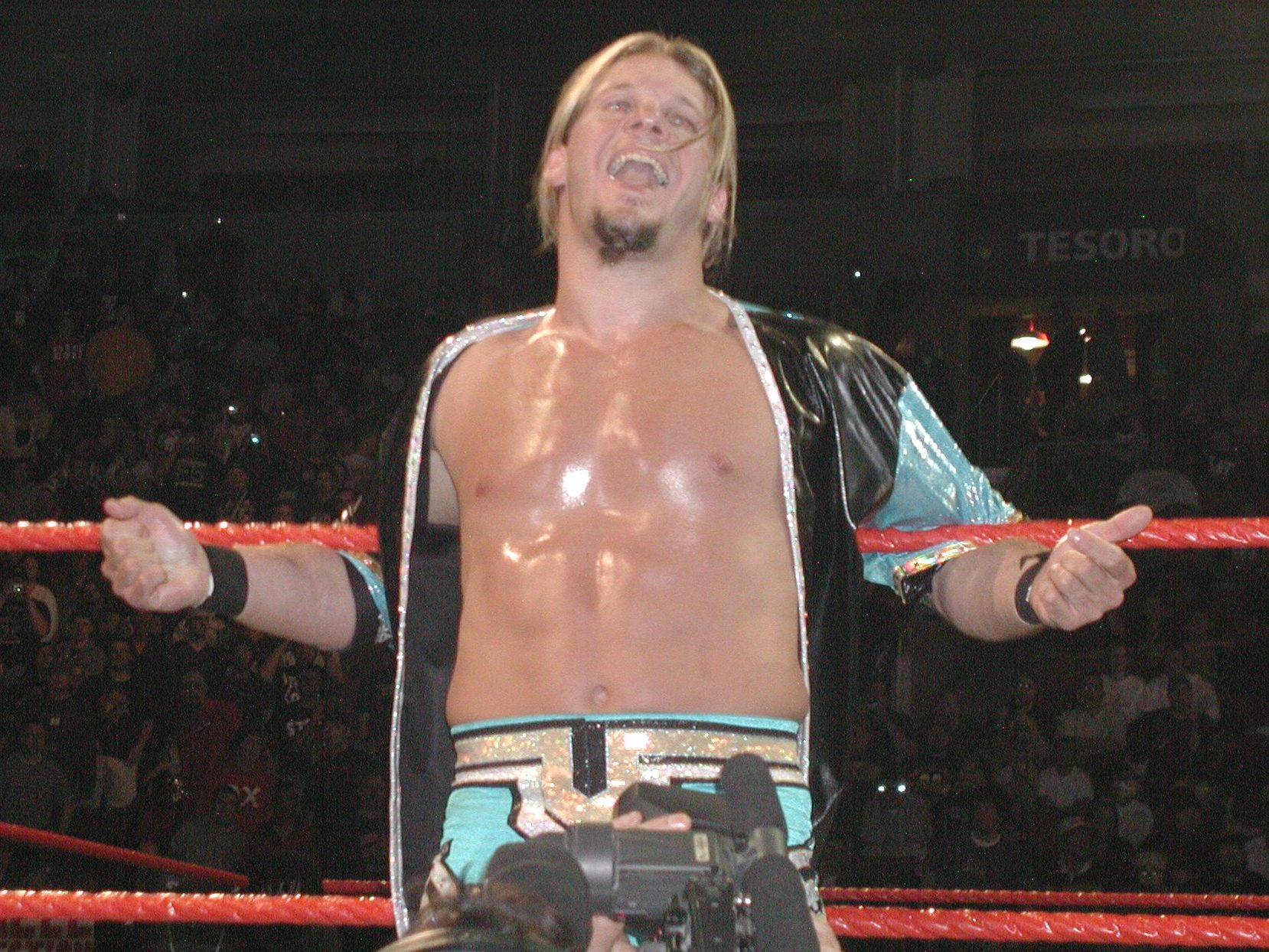
Jericho podczas wejściówki do ringu na tygodniówce WWE Raw.

Po zakończeniu rywalizacji Jericho przeniósł się do rosteru Raw. Krótko po przenosinach Jericho zdobył Intercontinental Championship piąty raz w karierze po pokonaniu Roba Van Dama. Później utworzył tag team z Christianem z którym zdobył World Tag Team Championship 14 października 2002 na odcinku Raw. Duo straciło tytuły w Fatal 4-Way elimination matchu na gali Armageddon, w którym brali udział The Dudley Boyz, Booker T i Goldust, oraz William Regla i Lance Storm.

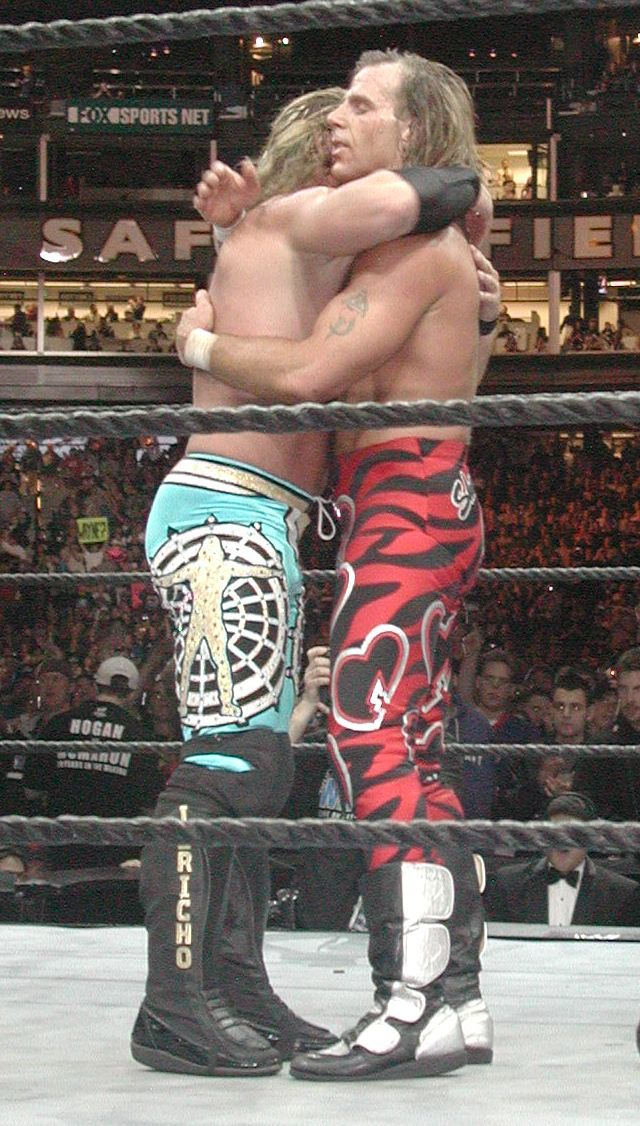
Jericho i Shawn Michaels po ich pojedynku na WrestleManii XIX w 2003.

13 stycznia 2003 Jericho wygrał „over-the-top-rop challenge” pokonując Kane’a, Roba Van Dama i Batistę, dzięki czemu mógł wybrać numerek wejściowy do Royal Rumble matchu. Wybrał numerek 2. tłumacząc się, iż chce rozpocząć pojedynek z Shawnem Michaelsem o to który z nich jest lepszy w ringu. Podczas wejściówki Michaelsa, Christian (w stroju ringowym Jericho) odwrócił uwagę Michaelsa, co wykorzystał Jericho i wyeliminował Michaelsa z pojedynku. Ten jednak nie był mu dłużny i doprowadził do eliminacji Jericho przez Testa. Tuż po gali Jericho rywalizował jednocześnie z Testem, Michaelsem i Jeffem Hardym. Jericho i Michaels zawalczyli ze sobą na WrestleManii XIX w pojedynku, który jest jednym z najbardziej uznawanych pojedynków w historii WrestleManii, a dodatkowo był to pierwszy występ Shawna na WrestleManii od czasu edycji z 1998. Z pojedynku wyszedł zwycięsko Michaels, lecz po wygranej Jericho wykonał mu cios w krocze.
Po WrestleManii Jericho zaczął rywalizację z Goldbergiem, która była napędzana faktem odmówienia przez Goldberga walki z Jericho w WCW. Podczas pierwszego segmentu Jericho pod nazwą „Highlight Reel”, w którym Goldberg był jego gościem, Jericho stwierdził, że nikt nie chciał widzieć Goldberga w WWE i kontynuował ubliżanie mu w kolejnych tygodniach. 19 maja na odcinku Raw, współ-generalny menadżer Raw Stone Cold Steve Austin wyznaczył poszukiwania osoby, która w zeszłym tygodniu próbowała rozjechać Goldberga limuzyną. Jednym z podejrzanych był Lance Storm, przyjaciel Jericho, który został zmuszony do walki z Goldbergiem. Po przegranej z nim, Storm wyznał, że to Jericho był konspiratorem. 26 maja na Raw podczas segmentu Highlight Reel, twierdząc, iż dokonał wszystkiego, co chciał w karierze, Jericho wyzwał Goldberga do pojedynku. Na gali Bad Blood, Goldberg pokonał Jericho w dziesięciominutowej walce.
Pod koniec 2003 Jericho zaczął powoli przechodzić faceturn ze względu na romans z Trish Stratus, podczas gdy jego tag team partner Christian analogicznie flirtował z Litą. Wedle scenariusza, obaj założyli się o kanadyjskiego dolara, który pierwszy z nich prześpi się z partnerką. Stratus podsłuchała ich rozmowy i zakończyła relacje z Jericho, którego ruszyło sumienie. Po tym jak uratował ją przed atakiem ze strony Kane’a, Stratus zgodziła się by byli „przyjaciółmi”, oficjalnie potwierdzając przejście Jericho na dobrą stronę. Po tym jak Christian wykonał Stratus Walls of Jericho (dźwignia używana przez Jericho), ten zaprzysiągł zemsty na Christianie, co doprowadziło do ich walki na WrestleManii XX. Christian pokonał Jericho po tym jak Stratus spoliczkowała Chrisa, zaś Christian to wykorzystał i przypiął rywala. Po pojedynku, Stratus odwróciła się od Jericho i wyznała, że razem z Christianem są parą. Miesiąc później Jericho zrewanżował się im w 2-on-1 handicap matchu na gali Backlash. Jericho zdobył Intercontinental Championship rekordowo po raz siódmy w karierze, pokonując Christiana w ladder matchu na gali Unforgiven, przebijając poprzedni rekord należący do Jeffa Jarretta z 1999. Jego siódme panowanie było krótkie, gdyż miesiąc później na Taboo Tuesday stracił tytuł po walce z Sheltonem Benjaminem.

#### Rywalizacje o mistrzostwa i zwolnienie (2004–2005)
Na gali Survivor Series Jericho połączył siły z Randym Ortonem, Chrisem Benoit i Mavenem by przeciwstawić się drużynie składającej się z Triple H, Batisty, Edge’a i Snitsky’ego. Dodatkową stypulacją było to, że każdy członek zwycięskiej drużyny będzie generalnym menadżerem Raw przez następne cztery tygodnie; drużyna Jericho wygrała. Podczas odcinka Raw, w którym Jericho obejmował ową pozycję, pozbawił Triple H’a jego World Heavyweight Championship z powodu remisu w triple threat matchu z zeszłego tygodnia. Na gali New Year’s Revolution Jericho wziął udział w Elimination Chamber matchu przeciwko Triple H’owi, Benoit, Batiście, Ortonowi i Edge’owi o zwakowany tytuł. Jericho rozpoczął walkę z Benoit lecz później został wyeliminowany przez Batistę. Na WrestleManii 21 Jericho wziął udział w pierwszym w historii Money in the Bank ladder matchu. Jericho jest pomysłodawcą tego pomysłu i wyzwał do pojedynku Benjamina, Benoit, Kane’a, Christiana i Edge’a. Chris przegrał tę walkę, a wyszedł z niej zwycięsko Edge, zdobywając walizkę Money in the Bank. Na gali Backlash Jericho zawalczył z Benjaminem o Intercontinental Championship, lecz poniósł porażkę. 12 czerwca 2005 Jericho zawalczył na pierwszej edycji gali ECW One Night Stand walcząc z byłym rywalem, Lance’em Stormem. Jericho wystąpił z dawnym przydomkiem „Lionheart” i przegrał walkę po interwencji ze strony Justina Credible.
Następnej nocy na tygodniówce Raw Jericho stał się heelem po zdradzeniu WWE Championa Johna Ceny podczas tag tam matchu przeciwko Christianowi i Tysonowi Tomko. Jericho nie zdobył tytułu od Ceny w triple threat matchu na gali Vengeance. Rywalizacja z Ceną była prowadzona przez wakacje, gdzie Jericho ponownie przegrał z Ceną na gali SummerSlam. Dzień po gali Jericho wystąpił po raz ostatni w WWE na Raw, przegrywając z Ceną w kolejnym rewanżu, tym razem w „You're fired” matchu. Po walce wieczoru Jericho został zwolniony przez generalnego menadżera Raw Erica Bischoffa. Kontrakt Jericho z WWE wygasł 25 sierpnia 2005.

### Powrót do WWE

#### Pobicie rekordu jako Intercontinental Champion (2007–2008)

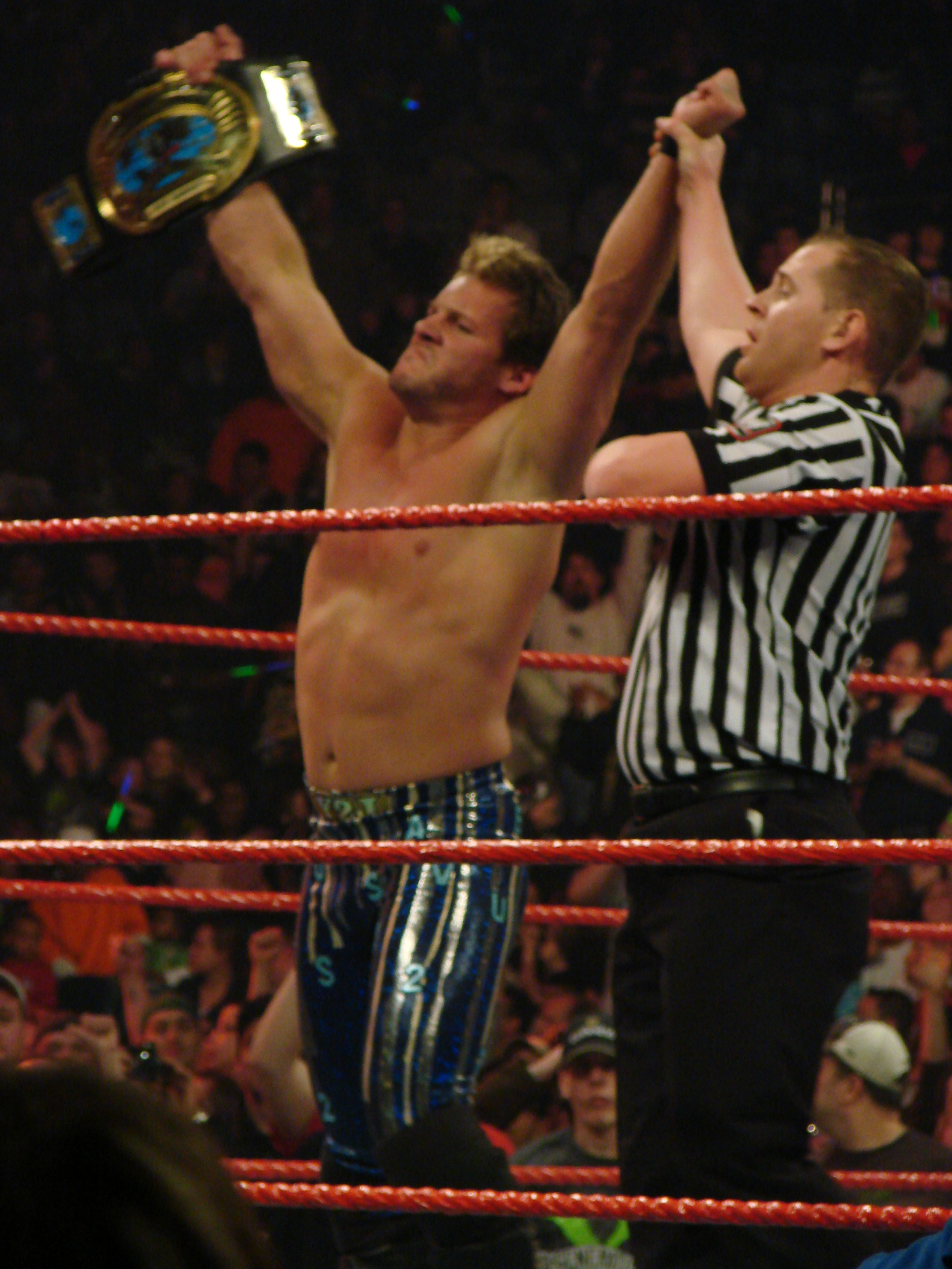
Jericho celebrujący po ósmym zdobyciu Intercontinental Championship.

Po dwuletniej przerwie WWE zaczęło promować powrót Jericho od 24 września 2007 emitując krótkie 15-sekundowe filmiki z łamigłówkami słownymi w formie kodu binarnego. Filmiki zawierały ukryte przekazy związane z Jericho. Jericho powrócił do programów WWE z odświeżonym wyglądem (m.in. krótkimi włosami) jako face 19 listopada 2007 na odcinku tygodniówki Raw, przerywając przemowę Randy’ego Ortona, który celebrował w ringu obronę WWE Championship. Jericho ujawnił, że chce zdobyć WWE Championship by „uratować” fanów od Ortona. 26 listopada na Raw Jericho pokonał Santino Marellę wykonując mu swój nowy finisher, Codebreaker. Na gali Armageddon Jericho zawalczył z Ortonem o WWE Championship, lecz pojedynek zakończył się dyskwalifikacją Ortona po tym jak John „Bradshaw” Layfield (komentator brandu SmackDown) zainterweniował w meczu. Doprowadziło to do ich rywalizacji, gdzie na gali Royal Rumble Jericho został zdyskwalifikowany po użyciu stalowego krzesełka na JBL-u. 10 marca na odcinku Raw Jericho pobił swój własny rekord zdobywając po raz ósmy Intercontinental Championship, gdzie pokonał Jeffa Hardy’ego.
W kwietniu 2008 Jericho dołączył do trwającej rywalizacji pomiędzy Shawnem Michaelsem i Batistą, gdzie ten zasugerował, iż Michaels cieszy się z powodu emerytury Rica Flaira, przez co Michaels wykonał mu superkick. Jericho poprosił o dołączenie do ich pojedynku na Backlash jako trzeci zawodnik, lecz ostatecznie został wyznaczony sędzią specjalnym. Podczas walki, Michaels sfałszował kontuzję kolana, przez którą Jericho dał mu chwilę na odpoczynek, po czym wykonał Batiście superkick i zdobył zwycięstwo. Po gali Backlash Jericho oskarżył Michaelsa o oszustwo, lecz Michaels dalej grał kontuzję. Kiedy Jericho w końcu przeprosił Michaelsa, ten w końcu przyznał sfałszowanie kontuzji i wykonał superkick Chrisowi. Micheals pokonał Jericho na gali Judgment Day; po walce Jericho uścisnął dłoń rywala.

#### World Heavyweight Champion (2008–2009)
9 czerwca na odcinku tygodniówki Raw Jericho poprowadził swój segment „Highlight Reel”, przeprowadzając wywiad z Michaelsem. Jericho wytknął mu, że pomimo nieczystych zagrań wobec jego osoby, fani dalej go dopingują, zaś Jericho był wygwizdywany kiedy chciał zrobić pozytywne rzeczy. Jericho zaatakował Michaelsa wykonując mu cios w krocze i uderzył głową o telewizor plazmowy „Jeritron 6000”, powodując kontuzję oka Michaelsa i stając się heelem pierwszy raz od 2005. To wydarzenie rozpoczęło ich długą rywalizację, która przez Pro Wrestling Illustrated i Wrestling Observer Newsletter została uznana „rywalizacją roku” („Feud of the Year”). Na gali Night of Champions Jericho stracił Intercontinental Championship na rzecz Kofiego Kingstona po interwencji Michaelsa. W czerwcu, do Jericho dołączył Lance Cade, który był przedstawiany jako jego protegowany.

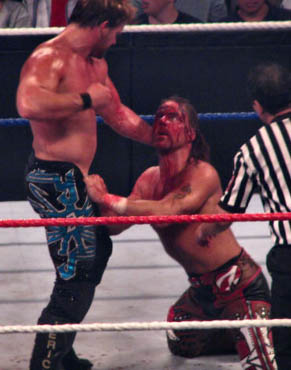
Jericho atakujący kontuzjowane oko Michaelsa na gali The Great American Bash.

Niedługo potem Jericho zmienił swój wizerunek. Na arenę zaczął wchodził w garniturze, będąc przedstawianym jako szczery i egoistyczny mężczyzna. Inspirował się charakterem Javiera Bardema grającego rolę Antona Chigurha z filmu „To nie jest kraj dla starych ludzi”. Ze względu na to Jericho zrezygnował z wielu charakterystycznych wcześniej poz, ruchów i cytatów, tłumacząc się fanom, że „musi pozbyć się wszystkiego, cokolwiek co spowodowało jego popularność wśród fanów”. Jericho i Michaels zawalczyli ze sobą na gali The Great American Bash; pojedynek wygrał Jericho po technicznym nokaucie. Na gali SummerSlam, Michaels stwierdził, że kontuzja oka spowodowałaby koniec kariery Michaelsa i dodał, że Jericho nigdy nie dorówna jego sukcesowi. Michaels uniknął ciosu w twarz ze strony Jericho, lecz ten trafił nim żonę Michaelsa, Rebeccę. W rezultacie, dwójka wystąpiła w Unsanctioned matchu na gali Unforgiven, który Jericho przegrał. W walce wieczoru gali Jericho dołączył do Championship Scrable jako zastępca broniącego mistrzostwa CM Punka i zdobył po raz pierwszy w karierze World Heavyweight Championship. Jericho obronił tytuł w ladder matchu z Michaelsem na gali No Mercy, zaś miesiąc później na Cyber Sunday, mistrz stracił mistrzostwo przegrywając z Batistą w walce, w której sędzią specjalnym był Stone Cold Steve Austin. Osiem dni później Jericho odzyskał tytuł pokonując Batistę w Steel Cage matchu. 10 listopada na odcinku Raw Jericho po raz kolejny pokonał Michaelsa w Last Man Standing matchu po interwencji ze strony Johna „Bradshaw” Layfielda. Jego rywalizacja z Shawnem Michalsem zakończyła się, gdy on i Randy Orton przegrali z Michaelsem i Johnem Ceną w tag team matchu. Panowanie Jericho jako światowy mistrz zostało zakończone na gali Survivor Series, na której Jericho przegrał z powracającym Ceną.
12 stycznia 2009 na odcinku Raw, generalna menadżerka Raw Stephanie McMahon zwolniła Jericho, lecz ten został przywrócony w przyszłym tygodniu gdy przeprosił wszystkich fanów. 15 lutego na gali No Way Out został wyeliminowany z Elimination Chamber matchu o World Heavyweight Championship przez byłego rywala Reya Mysterio.
Jericho prowadził rywalizację z gwiazdą filmową Mickeyem Rourkiem występującym w filmie Zapaśnik, a także z czterema członkami WWE Hall of Fame. Przez kolejne tygodnie wyzywał do walki i atakował między innymi Rica Flaira, Roddy’ego Pipera, Jimmy’ego Snukę i Ricky’ego Steamboata. Na WrestleManii XXV Jericho pokonał Snukę, Steamboata i Pipera w handicap elimination matchu. Po walce Jericho wyzwał do walki stojącego przy barierkach Rourke’a, lecz ten znokautował Christa po wykonaniu mu lewego sierpowego w szczękę.
13 kwietnia na odcinku Raw Jericho został przeniesiony do brandu SmackDown podczas trwającego WWE Draftu. Ricky Steamboat przeszkodził Jericho podczas jego pożegnania adresowanego do fanów, co doprowadziło do walki tej dwójki na gali Backlash, którą Jericho wygrał. Z okazji powrotu na SmackDown Jericho wziął udział w Fatal 4-Way elimination matchu przeciwko Kane’owi, Jeffowi Hardy’emu i Reyowi Mysterio. Mysterio wykonał mu 619 i próbował go przypiąć, lecz Jericho rzucił w niego stalowym krzesełkiem i został zdyskwalifikowany. Tym wydarzeniem rozpoczęła się ich rywalizacja, podczas której Mysterio pokonał Jericho na gali Judgment Day, broniąc swojego Intercontinental Championship. Miesiąc później Jericho zrewanżował się w No Holds Barred matchu na gali Extreme Rules, zdobywając po raz dziewiąty tytuł interkontynentalny. Na gali The Bash Jericho stracił tytuł na rzecz Mysterio.

#### Jeri-Show i drugie zwolnienie (2009–2010)

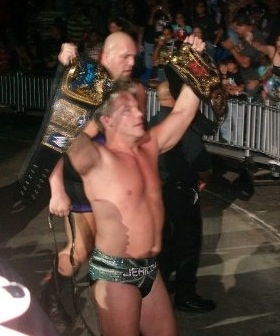
Jericho i Big Show jako posiadacze Unified WWE Tag Team Championship.

Na tej samej gali pay-per-view Jericho i jego tag team partner Edge zdobyli Unified WWE Tag Team Championship. W rezultacie Jericho stał się pierwszym wrestlerem, który zdobył wszystkie mistrzostwa wymagające do bycia Grand Slam Championem. Krótko po wygranej, Edge odniósł kontuzję i Jericho wyznał, że może wybrać nowego partnera jako zastępca Edge’a, bez przerywania panowania jako mistrz. Na gali Night of Champions Jericho ujawnił Big Showa jako swojego nowego tag team partnera, gdzie Jeri-Show pokonało Cody’ego Rhodesa i Teda DiBiasego broniąc mistrzostw. Jeri-Show wychodziło pokonywało takie drużyna jak Cryme Tyme na SummerSlam, MVP i Marka Henry’ego na Breaking Point oraz Reya Mysterio i Batistę na Hell in a Cell. Na gali Survivor Series Jericho i Big Show wzięli udział w triple threat matchu o World Heavyweight Championship, lecz The Undertaker skutecznie obronił tytuł mistrzowski.
140-dniowe panowanie Jeri-Show jako Unified Tag Team Champions zakończyło się na gali TLC: Tables, Ladders and Chairs, gdzie pokonało ich D-Generation X (DX), Triple H i Shawn Michaels. Jako członek rosteru SmackDown Jericho mógł występować na Raw jedynie jako mistrz. Po tym, jak DX specjalnie zdyskwalifikowało siebie podczas rewanżu Jericho musiał rozwiązać Jeri-Show, gdyż Big Show występował w rosterze Raw.
Na gali Royal Rumble Jericho został wyeliminowany przez powracającego Edge’a, który ostatecznie wygrał Royal Rumble match. Na gali Elimination Chamber Jericho wygrał po raz trzeci World Heavyweight Championship w Elimination Chamber matchu, przypinając jako ostatniego Undertakera. Następnej nocy na Raw, Edge potwierdził, że jako zwycięzca Royal Rumble matchu zmierzy się z Jericho o światowy tytuł na WrestleManii XXVI. Podczas gali Jericho pokonał Edge’a. 2 kwietnia na odcinku tygodniówki SmackDown, Jack Swagger wykorzystał swój kontrakt Money in the Bank i zdobył od Jericho jego tytuł. Na gali Extreme Rules zakończono rywalizację pomiędzy Jericho i Edgem, gdzie ten drugi pokonał Chrisa w Steel Cage matchu.
W maju 2010 Jericho został przeniesiony z powrotem do rosteru Raw przy okazji WWE Draftu. Na kilka tygodni założył tag team z The Mizem, lecz wspólnie nie zdołali zdobyć Unified WWE Tag Team Championship od The Hart Dynasty na gali Over the Limit. Miesiąc później Jericho przegrał z Evanem Bournem na gali WWE Fatal 4-Way, a następnej nocy na odcinku Raw wygrał rewanż, w którym postawił swoją karierę na szali. 19 lipca na tygodniówce Raw po tym, jak został zaatakowany przez The Nexus Jericho zaczął przechodzić na dobrą stronę po tym jak połączył siły z Edgem, Johnem Morrisonem, R-Truthem, Danielem Bryanem, Bretem Hartem i Johnem Ceną w walce przeciwko The Nexus na gali SummerSlam. Jericho i Cena kłócili się o przywództwo, przez co Chris i Edge zaatakowali Cenę podczas pojedynku na SummerSlam, którą ostatecznie wygrali.
Ze względu na zdradę wobec zespołu Jericho został ukarany usunięciem go z pojedynku Six-Pack Challenge o WWE Championship należącego do Sheamusa na gali Night of Champions. Jericho odzyskał swoje miejsce w pojedynku po pokonaniu Hart Dynasty w 2-on-1 handicap Steel Cage matchu, lecz został pierwszą osobą wyeliminowaną z pojedynku na gali pay-per-view. 27 września na odcinku Raw Jericho zawalczył z Randym Ortonem, który podczas walki wykonał mu kopnięcie w czaszkę. Walka zakończyła się bez rezultatu, zaś Jericho został przeniesiony na noszach na zaplecze. Po tym wydarzeniu Jericho ponownie opuścił federację.

### Drugi powrót do WWE

#### Rywalizacje o tytuły mistrzowskie (2011–2013)

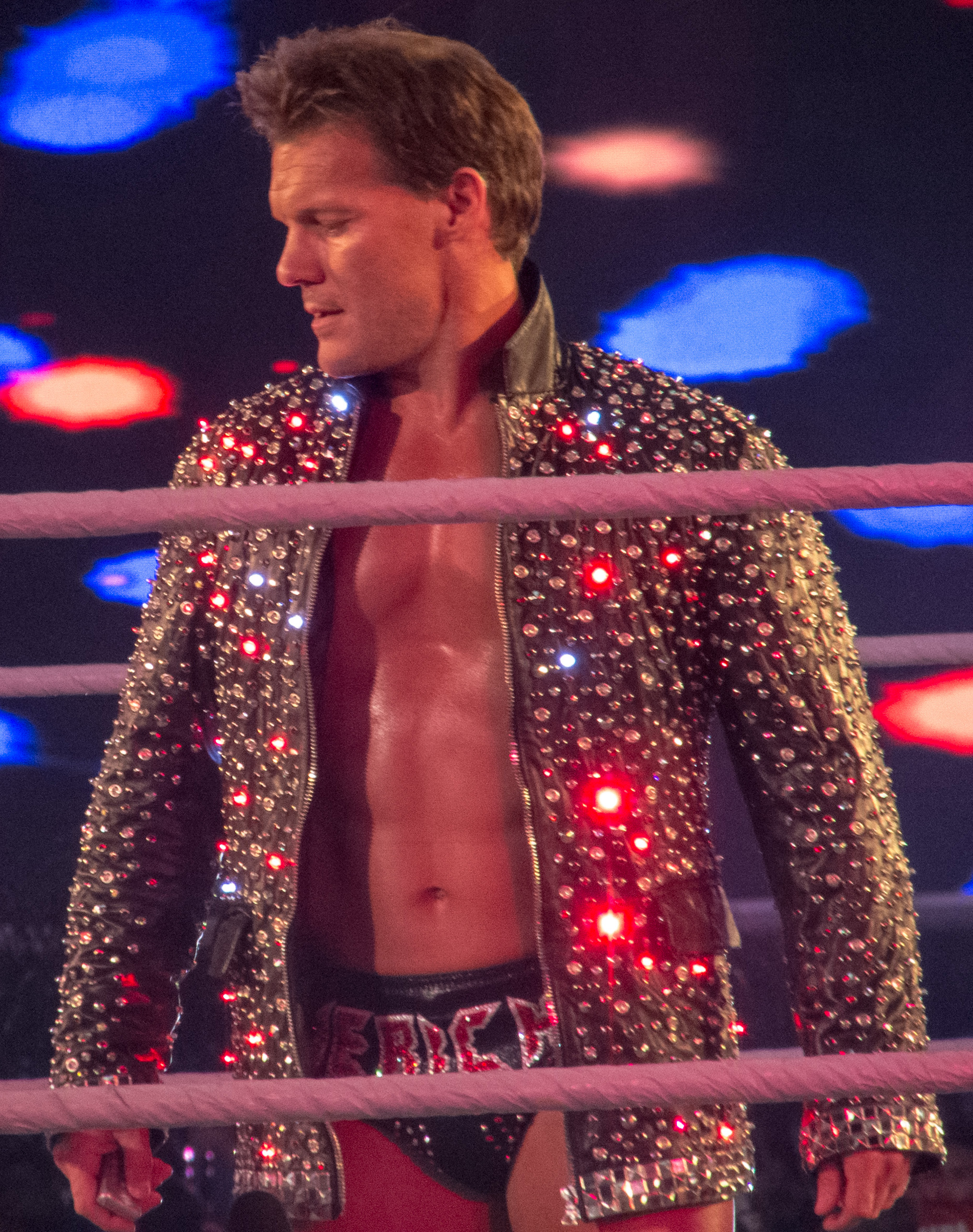
Jericho przed walką z CM Punkiem na WrestleManii XXVIII.

Począwszy od listopada 2011 WWE zaczęło emitować winietki promujące powrót wrestlera 2 stycznia 2012 na odcinku Raw. Podczas powrotu i otrzymania głośnej reakcji od publiki Jericho wszedł i wyszedł z ringu bez wypowiedzenia słowa. Kolejne dwa tygodnie wyglądały podobnie, lecz 23 stycznia na odcinku Raw Jericho wypowiedział zdanie, „tej niedzieli na gali Royal Rumble będzie koniec świata, jaki obecnie znacie” (ang. This Sunday at the Royal Rumble, it is going to be the end of the world as you know it). Podczas wydarzenia wziął udział w Royal Rumble matchu, lecz został wyeliminowany jako ostatni przez Sheamusa. 30 stycznia na odcinku Raw Jericho zaczął rywalizację z WWE Championem CM Punkiem po tym, jak zaatakował go podczas walki z Danielem Bryanem. Na gali Elimination Chamber Jericho wziął udział w tytułowym pojedynku, eliminując Dolpha Zigglera i Kofiego Kingstona, lecz został wyrzucony z klatki przez Punka. Według scenariusza Jericho został kontuzjowany i nie mógł powrócić do walki. Następnej nocy na Raw Jericho wygrał dziesięcioosobowy battle royal gwarantując walkę z Punkiem o WWE Championship na WrestleManii XXVIII. W celu zaostrzenia ich rywalizacji Jericho ujawnił, że ojciec Punka jest alkoholikiem, a siostra jest uzależniona od narkotyków, co przeczy filozofii Straight Edge wyznawanej przez Punka; Jericho stwierdził, że po utracie tytułu Punka na jego rzecz, ten zostanie alkoholikiem. Bezpośrednio na WrestleManii dodano warunek, że jeśli Punk zostanie zdyskwalifikowany to zostanie odebrany mu tytuł; pojedynek wygrał Punk. Jericho kontynuował rywalizację z Punkiem przez następne tygodnie, gdzie kilka razy atakował rywala butelką piwa. Na gali Extreme Rules Jericho po raz kolejny przegrał walkę o tytuł z Punkiem, tym razem w pojedynku typu Chicago Street Fight. Jericho zawalczył z Randym Ortonem, Albertem Del Rio i World Heavyweight Championem Sheamusem o tytuł na Over the Limit, gdzie z walki zwycięsko wyszedł posiadacz tytułu.
24 maja na gali typu house show w Brazylii, podczas walki z CM Punkiem Jericho zmiótł i kopnął flagę Brazylii, przez co zainterweniowała lokalna policja i aresztowała Jericho. Został zmuszony do przeproszenia widowni, a gala była kontynuowana. Pomimo tego, WWE zawiesiło Jericho na 30 dni. Jericho powrócił 25 czerwca na odcinku Raw, a jego nieobecność w telewizji została wytłumaczona europejskim tournee ze swoim zespołem muzycznym Fozzy. Na gali Money in the Bank Jericho wziął udział w WWE Championship Money in the Bank ladder matchu, lecz nie zdołał wygrać pojedynku. Następnej nocy na Raw Jericho skonfrontował się w ringu ze zwycięzcą meczu, Dolphem Zigglerem, który stwierdził, że Jericho już nie jest tak dobry jak dawniej. Sprowokowany Jericho wykonał mu Codebreaker, oficjalnie stając się face’em po raz pierwszy od 2008. Na gali SummerSlam Jericho pokonał Zigglera, lecz dobę później, Ziggler pokonał Jericho w rewanżu. W rezultacie, Ziggler obronił swój kontrakt Money in the Bank, zaś Jericho musiał opuścić federację Dzięki temu Jericho mógł wziąć udział w kolejnej podróży ze swoim zespołem Fozzy.
27 stycznia 2013 Jericho powrócił po pięciomiesięcznej przerwie dołączając do 2013 Royal Rumble matchu, w którym był drugim jego uczestnikiem. Jericho wytrwał w nim 47 minut, po czym został wyeliminowany przez Zigglera. Następnej nocy na tygodniówce Raw Jericho wyjawił Zigglerowi, że został przywrócony do pracy przez generalną menadżerkę Raw Vickie Guerrero, kontynuując ich rywalizację. Po pokonaniu Daniela Bryana 11 lutego na odcinku Raw Jericho zakwalifikował się do Elimination Chamber matchu o World Heavyweight Championship na tytułowej gali pay-per-view, podczas której jako czwarty został wyeliminowany. 18 marca na Raw Jericho zaczął rywalizację z Fandango, przez którego Jericho przegrał walkę z Jackiem Swaggerem, a także cztery dni później zaatakował na gali SmackDown. Fandango okazał się rywalem Jericho na WrestleManii 29 i to on wyszedł z pojedynku zwycięsko. Ich rywalizacja trwała przez kolejny miesiąc, gdzie Jericho pokonał Fandango na gali Extreme Rules. Tuż po zakończeniu rywalizacji Jericho zażądał walki z powracającym CM Punkiem na gali Payback, na której został przez niego pokonany. Jericho zaczął feud z Rybackiem. W ich pojedynku na gali Money in the Bank, Ryback wyszedł z niego zwycięsko. 19 lipca na odcinku SmackDown Jericho nie udało się zdobyć Intercontinental Championship od panującego mistrza Curtisa Axela, a po walce został zaatakowany przez Rybacka.

#### Niepełnoetatowe wystąpienia (2014–2015)
Po prawie rocznej przerwie Jericho powrócił 30 czerwca 2014 na odcinku Raw atakując The Miza, który również powrócił minuty wcześniej. Chwilę potem Jericho został zaatakowany przez The Wyatt Family. Jericho zawalczył z Brayem Wyattem na gali Battleground odnosząc zwycięstwo. Miesiąc później na SummerSlam, pomimo odesłania na zaplecze sprzymierzeńców Wyatta, Luke’a Harpera i Ericka Rowana, udało mu się pokonać Jericho. 8 września na tygodniówce Raw, Wyatt zakończył rywalizację z Jericho poprzez wygraną z nim w Steel Cage matchu. Tuż po walce, na zapleczu Chris został zaatakowany przez Randy’ego Ortona, przez którego został pokonany kilka tygodni później na gali Night of Champions. W październiku i listopadzie Jericho występował tylko na nietransmitowanych w telewizji galach. Powrócił do telewizji w grudniu jako gościnny generalny menadżer Raw, gdzie wyznaczył swoją walkę z Paulem Heymanem. Przed walką, powracający Brock Lesnar zaatakował go, wykonując mu F-5.
W styczniu 2015 Jericho wyjawił na Twitterze, że podpisał z WWE ekskluzywny kontrakt na występy tylko na galach typu house show. Powtórzył ten sam schemat podpisując podobny w czerwcu tego samego roku. W maju 2015 Jericho został jednym z hostów szóstego sezonu programu Tough Enough. Jericho poprowadził również dwa specjalne podcasty na WWE Network; jego gośćmi byli John Cena i Stephanie McMahon. Jericho powrócił do telewizji na gali The Beast in the East pokonując Neville’a. Na gali Night of Champions Jericho okazał się tajemniczym partnerem drużyny Romana Reignsa i Deana Ambrose’a przeciwko The Wyatt Family, lecz ów pojedynek przegrał. 3 października na gali Live from Madison Square Garden Jericho przegrał pojedynek z Kevinem Owensem o Intercontinental Championship, gdzie pojedynek był promowany jako 25-lecie kariery jako profesjonalny wrestler.

#### Współpraca i rywalizacja z Kevinem Owensem (2018–2020)

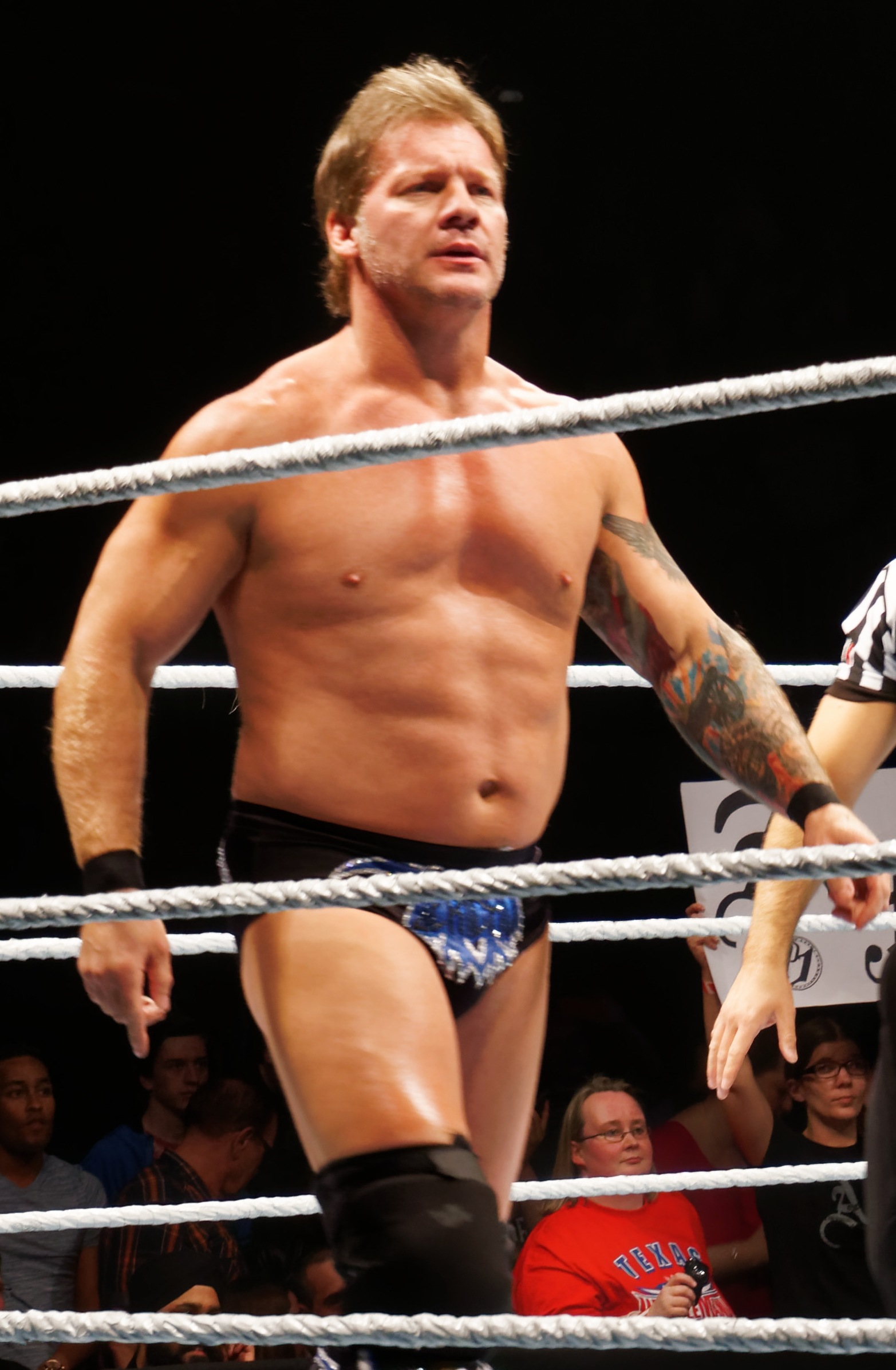
Chris Jericho w kwietniu 2016.

4 stycznia 2016 na odcinku Raw Jericho skonfrontował się z The New Day, oficjalnie wracając do telewizji jako czynny wrestler. Na gali Royal Rumble Jericho dołączył do pojedynku jako szósty uczestnik, lecz po 50 minutach został wyeliminowany przez Deana Ambrose’a. 25 stycznia na Raw Jericho przegrał z AJ Stylesem, który dzień wcześniej zadebiutował w federacji Following the match, after initial hesitation by Jericho, the pair shook hands. 11 lutego na tygodniówce SmackDown Jericho pokonał Stylesa, lecz podczas ich trzeciego pojedynku na gali Fastlane, Styles wyszedł zwycięsko. 22 lutego na Raw Jericho i Styles uformowali drużynę pod nazwą Y2AJ. Ich współpraca była krótkotrwała, gdyż 7 marca na Raw, po przegranej z New Day Jericho, zaatakował Stylesa, stając się heelem. Na WrestleManii 32, w walce kończącej ich rywalizację, Jericho pokonał Stylesa.
4 kwietnia na odcinku Raw Jericho wziął udział w Fatal 4-Way matchu przeciwko Stylesowi, Kevinowi Owensowi i Cesaro mającego wyłonić pretendenta do WWE World Heavyweight Championship; pojedynek wygrał Styles. W następnym odcinku na Raw, Dean Ambrose przerwał wypowiedź Jericho podczas segmentu Highlight Reel, gdzie wedle nakazu generalnego menadżera Raw Shane McMahona, show Jericho został zastąpiony przez The Ambrose Asylum Ambrose’a. Podczas rywalizacji tej dwójki Jericho ponownie zmienił swój image, tym razem nosząc szalik, nazywając wrestlerów i publikę „głupimi idiotami” (ang. stupid idiots) i mówić im, aby „przyjmowali Prezent Jericho” (ang. drink in the Gift of Jericho). Na gali Payback Jericho został pokonany przez Ambrose’a. Ich rewanż odbył się miesiąc później na gali Extreme Rules, tym razem w Asylum matchu – pojedynku, w którym ring otaczała stalowa klatka, a nad jej szczytem wisiały różnego rodzaju bronie dozwolone w walce. Ambrose ponownie pokonał Jericho. 23 maja na odcinku Raw Jericho pokonał Apollo Crewsa i zakwalifikował się do Money in the Bank ladder matchu na tytułowej gali, a pojedynek wygrał jego rywal Dean Ambrose. 19 lipca, ze względu na przywrócenie podziału WWE na brandy Jericho został przydzielony do rosteru Raw. Na gali Battleground Jericho poprowadził segment Highlight Reel z powracającym Randym Ortonem. Następnej nocy na Raw Jericho wziął udział w Fatal 4-Way matchu wyłaniającego pretendenta do WWE Universal Championship na SummerSlam, lecz nie udało mu się wygrać pojedynku.
8 sierpnia na odcinku Raw Jericho połączył siły z Kevinem Owensem i utworzyli tag team pod nazwą „JeriKO” (gra słów od nazwiska Chrisa oraz inicjałów Owensa). Na gali SummerSlam Jericho i Owens pokonali Enzo Amorego i Big Cassa. 12 września na odcinku Raw Jericho poprowadził Highlight Reel, którego gościem był Sami Zayn. Ich kłótnia werbalna odnośnie do współpracy Jericho z Universal Championem Kevinem Owensem, doprowadziła do ataku na Zaynie i ich późniejszej walki na gali Clash of Champions, którą Jericho wygrał. Podczas tego samego wieczoru Jericho pomógł wygrać Owensowi jego walkę z Sethem Rollinsem. We wrześniu Jericho zaczął uczęszczać do ringu wraz ze swoją „listą Jericho” (ang. „The List of Jericho”), w której zapisuje wszystkie osoby, które w jakikolwiek sposób mu zawiniły – postacie korporacyjne, innych wrestlerów, a nawet fanów. 10 października na odcinku Raw Jericho przegrał walkę z Rollinem, gdzie w wypadku wygranej, Jericho zostałby dodany jako trzecia osoba do Hell in a Cell matchu o Universal Championship na tytułowej gali. Podczas wydarzenia Jericho asystował Owensowi przy zwycięstwie przeciwko Rollinsowi po tym, jak udało mu się dostać do klatki i wspólnie atakować rywala. Po walce Jericho wykonał Rollinsowi Codebreaker. Następnej nocy na tygodniówce Raw Jericho i Owens zostali wyznaczeni jako współ-kapitanowie drużyny reprezentującej brand Raw na gali Survivor Series w 5-on-5 Survivor Series tag team matchu. W pojedynku został wyeliminowany przez Randy’ego Ortona, a ostatecznie drużyna Raw przegrała walkę. Następnej nocy na Raw zaatakował Rollinsa w jego walce z Owensem o WWE Universal Championship. Pomimo tego współpraca Owensa i Jericho zaczęła się niszczyć przez liczne interwencje we własnych walkach, które najczęściej powodowały przegrane. 5 grudnia na Raw Jericho zawalczył z Reignsem o WWE United States Championship, lecz przegrał po interwencji ze strony Owensa. Na gali Roadblock: End of the Line przegrał z Rollinsem po tym jak Owens ponownie pojawił się wokół ringu. Mimo tego pojawił się w walce wieczoru pomiędzy Reingsem i Owensem, gdzie zaatakował mistrza powodując dyskwalifikację, wskutek czego Owens zachował swój tytuł.
9 stycznia 2017 na Raw Jericho i Owens zawalczyli z Reignsem o jego United States Championship w 2-on-1 handicap matchu; Jericho przypiął mistrza i zdobył United States Cha
mpionship pierwszy raz w swojej karierze, wskutek czego stał się zdobywcą tytułu Grand Slam Championship w obecnym formacie. Na gali Royal Rumble został umieszczony w klatce zawieszonej nad ringiem by uniknąć jego interwencji w walce pomiędzy Owensem i Reignsem, lecz mimo tego wraz z Braunem Strowmanem pomogli wygrać Owensowi. Tej samej nocy wziął udział w Royal Rumble matchu jako drugi uczestnik, gdzie będąc w ringu ponad godzinę (i pobijając rekord ponad pięciu godzin wśród wszystkich uczestników) został wyeliminowany przez Reignsa. 13 lutego 2017 na odcinku Raw zorganizował „Festiwal Przyjaźni” by okazać jego stosunek do Owensa, lecz ten odwrócił się od Jericho atakując go i uderzając głową o Jeritron 6500. Jericho powrócił na gali Fastlane, gdzie odwrócił uwagę Owensa i spowodował jego szybką przegraną z Goldbergiem i utratę tytułu, wskutek czego ponownie stał się ulubieńcem publiczności. Następnej nocy na Raw wyzwał Owensa do walki na WrestleManii 33, lecz Owens zażądał postawienia na szali United States Championship, na co Jericho się zgodził. 2 kwietnia na WrestleManii Jericho przegrał z Owensem i utracił swój tytuł. Z powodu wyników draftu „Superstar Shake-up”, Owens został przeniesiony do rosteru SmackDown, lecz pomimo tego zatwierdzono rewanż pomiędzy nimi na galę Payback. Jericho pokonał Owensa i jako dwukrotny posiadacz mistrzostwa również został przeniesiony do brandu SmackDown. 2 maja podczas tygodniówki SmackDown Live stracił mistrzostwo na rzecz Owensa, który po walce brutalnie go zaatakował.

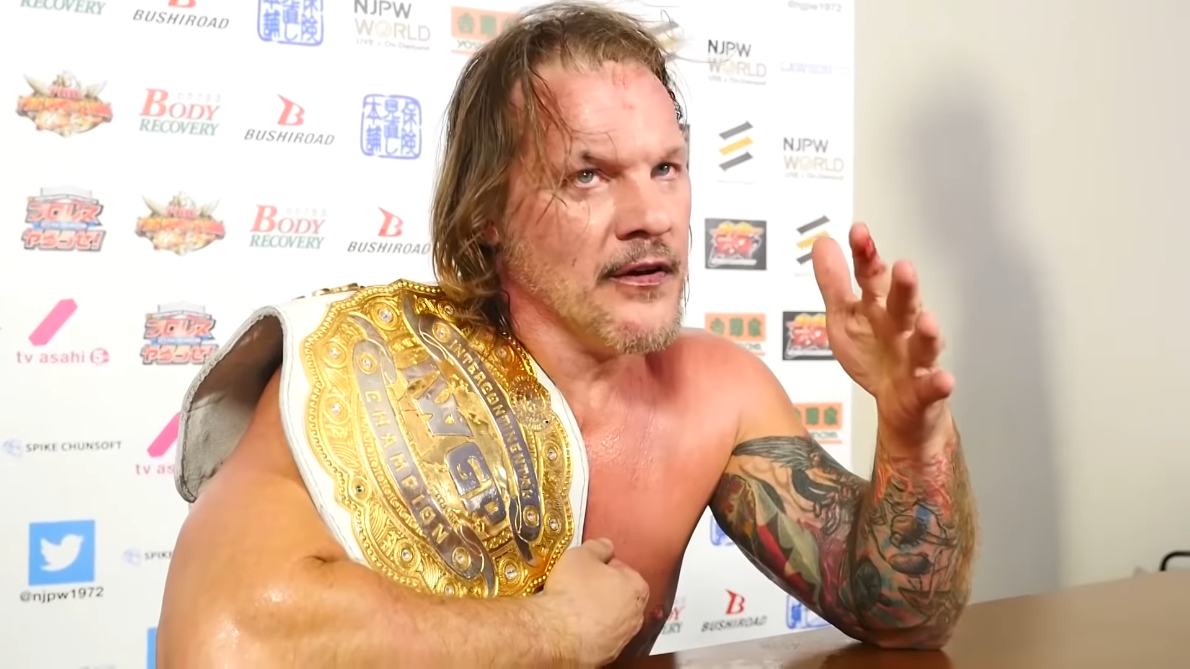
Chris Jericho w 2018 roku z pasem IWGP Intercontinental Championship

9 czerwca 2018 roku na gali Dominion 6.9 in Osaka-jo Hall organizacji New Japan Pro Wrestling pokonał Tetsuyę Naito w walce o IWGP Intercontinental Championship. Ponownie zmierzyli się 4 stycznia 2019 roku na gali Wrestle Kingdom 13. Tym razem Naito wygrał i odzyskał mistrzostwo.
1 września 2018 wystąpił na niezależnej gali All In, organizowanej przez Cody'ego Rhodesa. Wkrótce Cody Rhodes zaczął sugerować, że na bazie sukcesu gali może powstać nowa organizacja wrestlingu. Tak też się stało. Wkrótce powstałą organizacja All Elite Wrestling.

### All Elite Wrestling (od 2019)
Chris Jericho był jednym z pierwszych wrestlerów, którzy dołączyli do All Elite Wrestling (AEW). W 2019 roku wystąpił na pierwszej gala organizacji, Double or Nothing. Wyłoniono na niej pretendentów do głównego mistrzostwa organizacji. Byli to zwycięzca Casino Battle Royal Adam Page i zwycięzca walki wieczoru Chris Jericho, który pokonał Kenny'ego Omegę. Ich walka odbyła się 31 sierpnia 2019 roku na All Out, czwartej gali AEW. Chris Jericho wygrał i został pierwszym posiadaczem pasa AEW World Championship.
Przez większość czasu swojego pobytu w All Elite Wrestling był heelem. Przewodził stajniami The Inner Circle, a później Jericho Appreciation Society. Rywalizował ze stajnią The Elite i prowadził rywalizację przeplatającą się ze współpracą z MJF-em, która z czasem przerodziła się w poważną rywalizację.

## Kariera muzyka
Jericho jest wokalistą heavymetalowego zespołu Fozzy. Od ich debiutu w 2000 Fozzy wyprodukowało sześć studenckich albumów; Fozzy, Happenstance, All That Remains, Chasing the Grail, Sin and Bones, Do You Wanna Start a War oraz Remains Alive.
W połowie 1990 Jericho pisał w comiesięcznej rubryce magazynu Metal Edge skupiającej się na heavymetalowej scenie. Dział ten prowadzono przez około rok. W 2005 Jericho użyczył swego głosu w coverze piosenki „The Evil That Men Do” zespołu Iron Maiden, który został zamieszczony w ich albumie Numbers from the Beast. Wystąpił gościnnie w albumie zespołu Dream Theater, Systematic Chaos, w piosence „Repentance”. W marcu Jericho prowadził własne cotygodniowe show w radiu XM Stallelite Radio o nazwie The Rock of Jericho, które emitowano co niedzielę.
Jericho był ponadto konferansjerem podczas rozdania branżowych nagród muzycznych Metal Hammer Golden Gods Awards (2012) oraz Revolver Golden Gods Awards (2010–2013).

### Dyskografia
Albumy z zespołem Fozzy
- Fozzy (2000)
- Happenstance (2002)
- All That Remains (2005)
- Remains Alive (2009)
- Chasing the Grail (2010)
- Sin and Bones (2012)
- Do You Wanna Start a War (2014)
- Judas (2017)

Jako gość
- Bullet for My Valentine – Temper Temper – Dead to the World (2013)
- Devin Townsend – Dark Matters (2014)
- Michael Sweet – I'm Not Your Suicide – Anybody Else (2014)

## Inne media

### Film, teatr, komedia i literatura

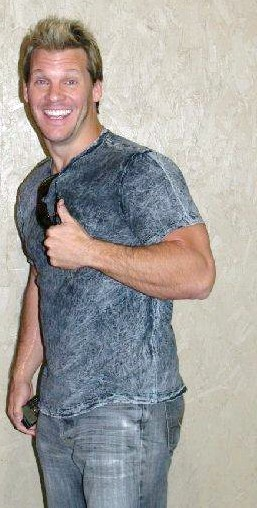
Jericho w 2007.

W 2000 WWE wyprodukowało film dokumentalny o karierze Jericho pod tytułem Break Down the Walls.
24 czerwca 2006 Jericho wystąpił w swoim pierwszym filmie pod tytułem Android Apocalypse u boku Scotta Bairstowa i Joeya Lawrence’a.
Jericho zadebiutował jako aktor teatralny w sztuce Opening Night (pol. Otwierająca Noc), która odgrywano w Toronto Centre for the Arts od 20 do 22 lipca 2002 w Toronto. Podczas jego pobytu w tym mieście Jericho poprowadził kilka komediowe show Sunday Night Life u boku The Sketchersons.
Jericho był pierwszym wrestlerem związanym z dokumentem o wrestlingu pod tytułem Bloodstained Memoirs, w którym przeprowadzono z nim wywiad w Wielkiej Brytanii podczas touru Fozzy w 2006.
Jericho napisał swoją autobiografię A Lion’s Tale: Around the World in Spandex, która została wypuszczona w 2007 i była bestsellerem New York Times. Książka opisuje życie Jericho i jego karierę do czasu debiutu w WWE w 1999. Druga autobiografia, Undisputed: How to Become the World Champion in 1,372 Easy Steps, wydana w lutym 2011, opisuje jego karierę już po debiucie w federacji. We wrześniu 2014 odbył się trzeci debiut książki, tym razem pod tytułem The Best In The World... At What I Have No Idea, w której autor ujawnia jego nieopowiedziane wcześniej historie z wrestlingu i kariery w Fozzy. Jericho obecnie pracuje nad czwartą książką pod tytułem „No Is A Four-Letter Word: How I Failed Spelling But Succeeded In Life”.
Jericho pojawił się w filmie Albino Farm z 2009. W filmie MacGruber, wyemitowanym 21 maja 2010, Jericho pojawia się jako Frank Korver, były militarny żołnierz.
29 października 2013 Jericho był częścią komediowej serii w Internecie „But I'm Chris Jericho!”, która w luźny sposób opisuje jego życie. Jericho gra tam jako były wrestler, który chce stać się wielkim aktorem.

### Telewizja
Jericho był współpracownikiem przy programach telewizji VH1 takich jak Best Week Ever i I Love the '80s. Jericho był hostem pięcioczęściowego, pięciogodzinnego specjalnego programu „100 Most Shocking Music Moments”. 12 lipca 2006 pojawił się jako gość specjalny programu Attack of the Show! telewizji G4. Jego drugi występ odbył się 21 sierpnia 2009. W maju 2006 Jericho pojawił się w programach 40 Greatest Metal Songs i Heavy: The Story of Metal kanału VH1 jako komentator. Był również hostem 100 Most Shocking Music Moments, które emitowano na VH1 od grudnia 2009.
Był jednym z ośmiu celebrytów w reality show Celebrity Duets, lecz odpadł z niego jako pierwszy uczestnik. Jericho pracował w McDonaldzie przygotowując się do udziału w show.
Jericho poprowadził swój własny reality show w 2008 pokazywanym na kanale Fuse TV pod nazwą Redemption Song, w którym jedenaście kobiet rywalizowało o szansę na wielką karierę na muzycznej scenie.
Jericho wystąpił gościnnie jako Billy „The Body Bag” Cobb w odcinku Xero Controll serialu Aaron Stone.
W czerwcu 2010 Jericho został wybrany jako prowadzący teleturnieju Downfall.
5 maja 2011 Jericho po raz trzeci pojawił się jako gość programu Attack of the Show!, w którym był przedstawiony widzom jako Thor. Był prowadzącym Golden Gods z 2011 na kanale VH1 Classic, gdzie promował swoją książkę Undisputed.
26 lutego 2013 Jericho poprowadził teleturniej Robot Combat League na kanale SyFy.

#### Dancing with the Stars
1 marca 2011 Chris Jericho został wybrany jednym z uczestników dwunastego sezonu Dancing with the Stars. Jego partnerką taneczną była dwukrotna mistrzyni Cheryl Burke, z którą zajął siódme miejsce.
| Tydzień | Taniec/Piosenka                        | Noty sędziowskie | Noty sędziowskie | Noty sędziowskie | Rezultat                 |
| Tydzień | Taniec/Piosenka                        | Inaba            | Goodman          | Tonioli          | Rezultat                 |
| 1       | Cha-Cha/"Should I Stay or Should I Go" | 7                | 6                | 6                | Brak eliminacji          |
| 2       | Quickstep/"I Got Rhythm"               | 8                | 7                | 8                | Bezpieczni               |
| 3       | Rumba/"Let It Be"                      | 7                | 7                | 7                | Ostatnia bezpieczna para |
| 4       | Paso doble/"W grocie Króla Gór"        | 8                | 7                | 8                | Bezpieczni               |
| 5       | Walc wiedeński/"America the Beautiful" | 9                | 8                | 9                | Ostatnia bezpieczna para |
| 6       | Tango/"Don’t Stop Believin'"           | 7                | 8                | 7                | Wyeliminowani            |

### Podcast
W grudniu 2013 Jericho rozpoczął prowadzenie własnego podcastu Talk is Jericho. Odcinki zazwyczaj rozpoczynają się luźnym oskryptowanym wstępnym monologiem przed właściwym wywiadem, gdzie Jericho przeprowadza je z wrestlerami oraz muzykami. Show pojawia się na stronie PodcastOne, a do tej pory wystąpiły takie osoba jak Lemmy Kilmister z zespołu Motörhead, Paul Stanley z KISS, aktorka pornograficzna Asa Akira i wielu obecnych i byłych pracowników WWE.
W kwietniu 2015 Jericho poprowadził dwa podcasty video Live with Chris Jericho na WWE Network, gdzie jego pierwszym gościem był John Cena, zaś drugim razem pojawiła się Stephanie McMahon.

### Filmografia

#### Film
| Rok  | Tytuł                | Rola         | Notka |
| ---- | -------------------- | ------------ | ----- |
| 2006 | Android Apocalypse   | TeeDee       |       |
| 2009 | Albino Farm          | Levi         |       |
| 2009 | Bloodstained Memoirs | on sam       |       |
| 2010 | MacGruber            | Frank Korver |       |
| 2015 | Rekinado 3           | Bruce        |       |
| 2016 | Nine Legends         | on sam       |       |

#### Telewizja
| Rok  | Tytuł                    | Rola       | Notka                                        |
| ---- | ------------------------ | ---------- | -------------------------------------------- |
| 2008 | Redemption Song          | on sam     | Prowadzący                                   |
| 2009 | Aaron Stone              | Billy Cobb | Odcinek „Xero Control” (sezon 1, odcinek 11) |
| 2009 | Z Rock                   | on sam     | Odcinek „Z Wrestler” (sezon 2, odcinek 6)    |
| 2010 | Downfall                 | on sam     | Prowadzący                                   |
| 2011 | Dancing with the Stars   | on sam     | Uczestnik 12. sezonu                         |
| 2011 | Cubed                    | on sam     |                                              |
| 2013 | Robot Combat League      | on sam     | Prowadzący                                   |
| 2013 | But I'm Chris Jericho!   | on sam     | Główna rola                                  |
| 2013 | Talking Dead             | on sam     | Sezon 3, odcinek 4                           |
| 2014 | @midnight                | on sam     | Odcinek 47                                   |
| 2015 | WWE Tough Enough         | on sam     | Prowadzący                                   |
| 2016 | Hollywood Game Night     | on sam     | Uczestnik                                    |
| 2016 | Talking Dead             | on sam     | Sezon 5, odcinek 19                          |
| 2016 | Whose Line Is It Anwyay? | on sam     | Sezon 13, odcinek 13                         |
| 2016 | The Eric Andre Show      | on sam     |                                              |

#### WWE Netpraca
| Rok  | Tytuł                    | Rola   | Notka      |
| ---- | ------------------------ | ------ | ---------- |
| 2015 | Live! With Chris Jericho | on sam | Prowadzący |

### Gry komputerowe
Jericho jest grywalną postacią w wielu grach video począwszy od WWF WrestleMania 2000 do WWE SmackDown! vs. Raw 2006, zaś potem od WWE SmackDown vs. Raw 2009 aż do najnowszego WWE 2K17 z 2016 roku. W wielu nowszych częściach serii gier Jericho występuje jako dwie postacie: obecny Jericho oraz z początku XXI wieku.

## Życie prywatne

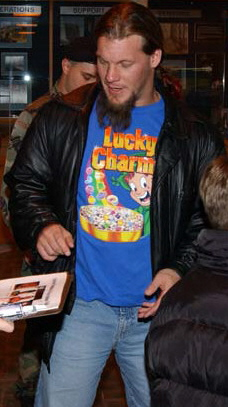
Jericho podpisujący autografy fanów w 2002.

Irvine urodził się Manhassett w stanie Nowy Jork, wychowywał się w mieście Winnipeg prowincji Manitoba. Vince McMahon uważał, że zapowiadając go do ringu jako „urodzonego w Manhasset, Nowym Jorku” zdobędzie wielu amerykańskich fanów.
Ojciec Irvine’a, Ted, jest byłym graczem hokejowym w organizacji National Hockey League (NHL). Irvine posiada troje dzieci wraz ze swoją żoną Jessicą (którą poślubił w 2000): syna Asha Edwarda Irvine’a, który urodził się w 2003, oraz bliźniaczki Sierrę Lorettę „SiSi” i Cheyenne Lee „Chey” Irvine, urodzone w 2006. Jego potomstwo było gośćmi w podcaście Talk is Jericho.
Irvine ma pięć tatuaży, z których trzy ma na lewej ręce. Pierwszy to imię jego żony Jessiki, który umieścił na palcu serdcznym. Drugi to litera „F” reprezentująca zespół Fozzy, która jest widoczna z tyłu jego dłoni. 12 września 2012 Irvine wytatuował trzeci, tym razem obrazek związany z piątym albumem zespołu Fozzy Sin and Bones, umieszczony na lewym ramieniu. Dwa tygodnie później wzbogacił się o czwarty tatuaż, Jack-o'-lantern. Piąty i ostatni tatuaż to jego autoportret na lewym bicepsie z lipca 2015.
Irvine jest chrześcijaninem.
5 lipca 2004 Irvine otrzymał od władz Manitoby order „The Order of the Buffalo Hunt” za osiągnięcia w wrestlingu i zaangażowanie w pracy z dziećmi żyjących w złych warunkach.
27 stycznia 2010 Irvine i wrestler Gregory Helms zostali aresztowani w mieście Fort Mitchell po opuszczeniu baru. Raport policji mówi, że Helms uderzył Irvine’a i innych pasażerów taksówki. Christian i CM Punk zapłacili za nich kaucję.
Od stycznia 2012 Irvine, były gracz Baseballa Tim Tebow i trzeciobazowy zespołu Atlanta Braves Chipper Jones założyli placówkę „D1 Sports Training and Therapy” umiejscowioną w mieście Tampa w stanie Floryda.

## Mistrzostwa i osiągnięcia
- All Elite Wrestling
  - AEW World Championship (1 raz)

- Canadian Rocky Mountain Wrestling
  - CRMW Heavyweight Championship (1 raz)[4]
  - CRMW North American Tag Team Championship (2 razy) – z Lance’em Stormem[4]
- Consejo Mundial de Lucha Libre
  - NWA World Middleweight Championship (1 raz)[227]
- Extreme Championship Wrestling
  - ECW World Television Championship (1 raz)[228]
- International Wrestling Alliance
  - IWA Junior Heavyweight Championship (1 raz)[229]
- Pro Wrestling Illustrated
  - Feud roku (2008) vs. Shawn Michaels[69]
  - Feud dekady (2000–2009) vs. Shawn Michaels
  - Najlepszy heel (2002, 2008)[230]
  - PWI umieściło go na 2. miejscu PWI 500 w 2009[231]
  - PWI umieściło go na 109. miejscu w top 500 wrestlerów w „PWI Years” w 2003
- World Championship Wrestling
  - WCW Cruiserweight Championship (4 razy)[232]
  - WCW World Television Championship (1 raz)[233]
- World Wrestling Federation/Entertainment/WWE
  - Undisputed WWF Championship (1 raz)[234]
  - World Heavyweight Championship (3 razy)[235][236][237]
  - WCW/World Championship (2 razy)[238][239]
  - WWE United States Championship (2 razy)[240]
  - WWF/E Intercontinental Championship (9 razy)[241]
  - WWF European Championship (1 raz)[242]
  - WWF Hardcore Championship (1 raz)[243]
  - World Tag Team Championship (5 razy) – z Chrisem Benoit (1), The Rockiem (1), Christianem (1), Edgem (1) i Big Showem (1)[244]
  - WWE Tag Team Championship (2 razy) – z Edgem (1) i Big Show (1)[245]
  - Dziewiąty Triple Crown Champion
  - Czwarty Grand Slam Champion
  - Zdobywca trofeum Bragging Rights (2009) – z drużyną SmackDown (Kane, R-Truth, Matt Hardy, Finlay i The Hart Dynasty (David Hart Smith i Tyson Kidd))
  - Queen’s Cup (2001)[246]
  - Slammy Awards (3 razy)
    - Superstar of the Year (2008)[247]
    - Tag Team of the Year (2009) – z Big Showem
    - Extreme Moment of the Year (2014) Wykonanie crossbody na Brayu Wyatcie ze szczytu stalowej klatki na Raw
- Wrestle Association „R”
  - WAR International Junior Heavyweight Championship (1 raz)[248]
  - WAR International Junior Heavyweight Tag Team Championship (1 raz)[249] – z Gedo[4]
- World Wrestling Association
  - WWA Tag Team Championship (1 raz) – z El Dandym[4]
- Wrestling Observer Newsletter
  - Najlepsza książka o tematyce wrestlingu (2011) za książkę Undisputed: How to Become the World Champion in 1,372 Easy Steps
  - Najlepszy podczas wywiadów (2003, 2008, 2009)
  - Najlepszy podczas wywiadów w dekadzie (2000–2009)[250]
  - Najlepszy feud (2008) vs. Shawn Michaels
  - Najlepsza walka w wrestlingu (2008) vs. Shawn Michaels w Ladder matchu na gali No Mercy
  - Najbardziej niedoceniany wrestler (1999, 2000)
  - Ulubiony zawodnik czytelników (1999)
  - Najlepszy wrestler (2008, 2009)
  - Członek Wrestling Observer Newsletter Hall of Fame (od 2010)

### Bilans Luchas de Apuestas
| Zwycięzca                                  | Przegrany                   | Miejsce                | Gala            | Data             | Notka  |
| ------------------------------------------ | --------------------------- | ---------------------- | --------------- | ---------------- | ------ |
| Corazón de León (włosy)                    | Cro-Magnon (włosy)          | Meksyk                 | Gala CMLL       | 30 maja 1993     |        |
| Chris Jericho (mistrzostwo)                | Juventud Guerrera (maska)   | Daly City, Kalifornia  | SuperBrawl VIII | 22 lutego 1998   | [ 11 ] |
| Chris Jericho (włosy)                      | Kevin Nash (włosy)          | Grand Rapids, Michigan | Raw             | 18 sierpnia 2003 |        |
| John Cena (kontrakt/mistrzostwo)           | Chris Jericho (kontakt)     | Hampton, Wirginia      | Raw             | 22 sierpnia 2005 |        |
| Rey Mysterio (maska)                       | Chris Jericho (mistrzostwo) | Sacramento, Kalifornia | The Bash        | 28 czerwca 2009  |        |
| Dolph Ziggler (kontrakt Money in the Bank) | Chris Jericho (kontrakt)    | Fresno, Kalifornia     | Raw             | 20 sierpnia 2012 |        |